# Multi-homing

Multihoming avec BGP.

Le multihoming consiste, pour un réseau informatique, à être connecté à plusieurs fournisseurs d'accès à Internet afin d'améliorer la fiabilité de la connexion à Internet.

## Réalisation
La façon classique de réaliser le multi-homing est d'obtenir un bloc d'adresse IP de type Provider Independent (PI) et d'un numéro d'Autonomous System auprès d'un registre Internet régional et de configurer des sessions BGP avec deux fournisseurs d'accès à Internet indépendants.

### Conséquences du multihoming
- le multihoming consomme des numéros d'AS et crée des entrées dans la table de routage Internet qu'il n'est pas possible d'agréger, contrairement aux adresses Provider Aggregatable.
- BGP ne disposant pas de mécanisme d'équilibrage de la charge, il est possible que certaines liaisons vers des fournisseurs soient saturées tandis que d'autres sont faiblement utilisées.

## IPv6
La standardisation du multihoming en IPv6 a tardé, une des ambitions initiales de l'architecture IPv6 étant de n'utiliser que des adresses de type Provider Aggregatable (PA) afin de réduire la taille de la table de routage Internet. Dans cette optique, le multihoming était réalisé en assignant autant d'adresses PA qu'il y a de fournisseurs, les mécanismes d'IPv6 comme l'assignation automatique et la durée de vie limitée des adresses facilitant les changements d'adresses liées aux changements de fournisseurs. Par conséquent, les registres Internet régionaux ne distribuaient pas de bloc PI pour IPv6 jusqu'à récemment.
En 2009, les RIR, comme le RIPE NCC, ont modifié leur politique en acceptant d'attribuer des blocs PI aux entreprises qui veulent se connecter à plusieurs fournisseurs, la taille minimale du bloc PI est de /48, alors que la taille des blocs PA est /32. Ceci permet de réaliser le multihoming de la même façon qu'en IPv4.
D'autre approches consistent à séparer le rôle d'identificateur et de localisateur de l'adresse IP :
- SHIM6 (RFC 5533[2])
- Host Identity Protocol (RFC 4423[3])
- Stream Control Transmission Protocol
- GSE/8+8[4],[5].
- Locator/Identifier Separation Protocol (LISP)

Ceci est un sujet de recherche confié au groupe de travail Routing Research de l'Internet Research Task Force (en).